# Metrodoro de Escepsis
Metrodoro de Escepsis (en idioma griego: Μητρόδωρος ὁ Σκήψιος) (150 a. C. – 71 a. C.) fue un político y filósofo griego. Formado en la Academia de Platón, creó un nuevo sistema mnemotécnico basado en los signos zodiacales que tuvo gran influencia en la cultura grecorromana. Proveniente de la ciudad de Escepsis en la antigua Misia, era amigo de Mitrídates VI.
Metrodorus es mencionado con frecuencia por autores clásicos como Cicerón, Quintiliano y Plinio el Viejo  por haber sido célebre por el poder de su memoria. Se pensó que había sido una figura clave en el desarrollo del arte de la memoria, un grupo poco asociado de principios mnemónicos y técnicas que se utilizan para organizar las impresiones de memoria, mejorar la memoria y ayudar en la combinación y la invención de ideas.
La memoria de Metrodoro se menciona en el libro 2 de De oratore de Cicerón, donde Crassus afirma: "He visto a los hombres más grandes, dotados de una memoria casi divina, en Atenas Carneades y Metrodoro de Escepsis en Asia, a quien yo oigo que todavía vive, y ambos dijeron que usaban ideas sobre aquellos lugares que querían retener en sus recuerdos, de la misma manera que uno hace figuras sobre cera.